# Björn Kircheisen
Björn Kircheisen, född 6 augusti 1983, är en tysk utövare av nordisk kombination.
Kircheisen har tävlat i världscupen sedan 2002 och han vann 2003 sin första världscuptävling. Kircheisen har till och med säsongen 2007 vunnit 8 världscuptävlingar.
Kircheisen har deltagit i fyra olympiska spel och vunnit fyra medaljer i stafett. Han har även elva VM-medaljer.